# Камышов, Валентин Митрофанович
Валентин Митрофанович Камышов (19 октября 1935 — 10 сентября 2021) — советский и российский учёный-химик, экономист, ректор Уральского государственного экономического университета (Свердловского института народного хозяйства) в 1983—2005 годах.

## Биография
Родился 19 октября 1935 г. в Керчи Крымской АССР в семье рабочих.
В 1953 году окончил среднюю школу № 1 г Новотроицка Оренбургской области, в 1958 — УПИ.
В 1965 защитил кандидатскую диссертацию, в 1975 — докторскую. Доктор химических наук, профессор.
Работал в Уральском филиале АН СССР младшим научным сотрудником, с 1965 года — в Свердловском филиале Московского института народного хозяйства (в 1967 г. преобразован в Свердловский институт народного хозяйства) — зав. кафедрой химии.
Награждён орденами «Знак Почёта» и Дружбы народов (1994).
С 1983 г. по 2005 г. — ректор Свердловского института народного хозяйства (с 1992 г. — Уральский институт народного хозяйства, с 1993 г. — Уральский государственный экономический университет).
Жена Тамара Васильевна — экономист. Дочь Татьяна — медик.